# Joyce Micolta
Joyce Micolta (* 14. Oktober 1998) ist eine ecuadorianische Leichtathletin, die sich auf den Siebenkampf spezialisiert hat und auch im Hochsprung an den Start geht.

## Sportliche Laufbahn
Erste internationale Erfahrungen sammelte Joyce Micolta im Jahr 2014, als sie bei den Jugendsüdamerikameisterschaften in Cali mit 4813 Punkten die Bronzemedaille im Siebenkampf gewann. Im Jahr darauf belegte sie bei den Juniorensüdamerikameisterschaften in Cuenca mit 4439 Punkten den fünften Platz und 2017 wurde sie bei den U20-Panamerikameisterschaften in Trujillo mit 4719 Punkten Sechste. Anschließend gewann sie bei den Juegos Bolivarianos in Santa Marta mit 5154 Punkten die Bronzemedaille im Siebenkampf hinter der Venezolanerin Luisairys Toledo und Martha Araújo aus Kolumbien. Zudem gewann sie mit übersprungenen 1,78 m auch die Bronzemedaille im Hochsprung hinter der Kolumbianerin María Fernanda Murillo und Amanda Vergara aus Venezuela. Im Jahr darauf nahm sie an den Südamerikaspielen in Cochabamba teil und belegte dort mit 5053 Punkten den fünften Platz im Siebenkampf und wurde im Hochsprung mit 1,80 m Vierte. 2021 gewann sie dann bei den Südamerikameisterschaften im heimischen Guayaquil mit neuem Landesrekord von 1,83 m die Bronzemedaille im Hochsprung hinter der Kolumbianerin Jennifer Rodríguez und Valdiléia Martins aus Brasilien und im Siebenkampf erkämpfte sie mit 4954 Punkten Rang fünf. Im Jahr darauf belegte sie bei den Ibero-Amerikanischen Meisterschaften in La Nucia mit 1,75 m den achten Platz im Hochsprung und wurde mit 5263 Punkten Sechste im Siebenkampf. Anschließend gelangte sie bei den Juegos Bolivarianos in Valledupar mit 4426 Punkten auf den vierten Platz und klassierte sich im Hochsprung mit 1,70 m auf dem siebten Platz. Im Oktober gewann sie bei den Südamerikaspielen in Asunción mit 5396 Punkten die Bronzemedaille im Siebenkampf hinter der Kolumbianerin Martha Araújo und Ana Camila Pirelli aus Paraguay. Zudem wurde sie im Hochsprung mit 1,75 m Sechste.
2023 belegte sie bei den Südamerikameisterschaften in São Paulo mit 5150 Punkten den fünften Platz im Siebenkampf und gelangte im Hochsprung mit übersprungenen 1,70 m auf Rang sechs. Im Jahr darauf belegte sie bei den Ibero-Amerikanischen Meisterschaften in Cuiabá mit 1,78 m den sechsten Platz im Hochsprung und gelangte im Siebenkampf mit 5020 Punkten auf Rang fünf.
In den Jahren 2021, 2023 und 2024 wurde Micolta ecuadorianische Meisterin im Hochsprung sowie im Siebenkampf.

## Persönliche Bestleistungen
- Hochsprung: 1,84 m, 17. Juni 2023 in Quito (ecuadorianischer Rekord)
- Siebenkampf: 5396 Punkte, 15. Oktober 2022 in Asunción